# Ґрабник (Варшавський-Західний повіт)
Ґрабник (пол. Grabnik) — село в Польщі, у гміні Кампінос Варшавського-Західного повіту Мазовецького воєводства.
Населення — 81 особа (2011).
У 1975-1998 роках село належало до Варшавського воєводства.

## Демографія
Демографічна структура станом на 31 березня 2011 року:
|          | Загалом | Допрацездатний вік | Працездатний вік | Постпрацездатний вік |
| -------- | ------- | ------------------ | ---------------- | -------------------- |
| Чоловіки | 40      | 10                 | 25               | 5                    |
| Жінки    | 41      | 6                  | 23               | 12                   |
| Разом    | 81      | 16                 | 48               | 17                   |